# Waltheria involucrata
Waltheria involucrata là một loài thực vật có hoa trong họ Cẩm quỳ. Loài này được Benth. miêu tả khoa học đầu tiên năm 1841.